# 赤間
赤間（あかま）は、福岡県宗像市の町名・大字。同地を中心とした赤間地区または、唐津街道赤間宿周辺の地域の事を指す場合もある。
歴史の要所であり、赤間宿の古い街並みが今も残っている。また、中世には、戦国大名で宗像大社神主の宗像氏の居城である白山城（現・白山）や蔦ヶ嶽城（現在の城山）があった。幕末には、西郷隆盛や高杉晋作などが朝廷を追放されて赤間に滞在していた三条実美と倒幕の時期について話し合った歴史的舞台でもある。
現代に於いては、赤間地区は宗像市の中心市街地であり、宗像市の人口の半数を占め、人口が集中している。

## 由来
名称の由来は、神武天皇が東征の折、岡湊に着いた時、吉武地区の吉留にある八所宮の神が赤馬に乗って神武天皇を迎えた事から「赤馬」と名付けられ、それが転じて「赤間」となったとされる。

## 概要
古代より宗像氏が領有し、和名類聚抄では秋郷（あきのさと）といった。
中世の一時期は鞍手郡に属していた。
江戸期は黒田藩に属していた。

## 地域
- 吉武地区（吉留・武丸）
- 赤間地区（赤間・石丸・徳重・冨地原・広陵台・葉山・田久・陵厳寺）
- 赤間西地区（赤間駅前・土穴・三郎丸・大谷・泉ヶ丘）
- 自由ヶ丘地区（自由ヶ丘・青葉台）
- 河東地区（くりえいと・須恵・河東・稲元・池浦・山田・平等寺）

## 観光名所
- 城山
- 白山
- 赤間宿
- 八所宮
- 山田地蔵尊
- 五卿西遷の碑
- 赤間グローバルアリーナ

## 交通
赤間宿や城山へは、JR九州教育大前駅か西鉄赤間営業所へ。
赤間中心へは、JR赤間駅へ。
国道3号も通じているため車からも便利である。

## 教育

### 大学
- 福岡教育大学
- 日本赤十字九州国際看護大学
- 東海大学福岡短期大学

### 高等学校
- 東海大学付属福岡高等学校

### 中学校
- 城山中学校
- 自由ヶ丘中学校
- 河東中学校

### 小学校
- 吉武小学校
- 赤間小学校
- 赤間西小学校
- 自由ヶ丘小学校
- 自由ヶ丘南小学校
- 河東小学校
- 河東西小学校